# Wrack

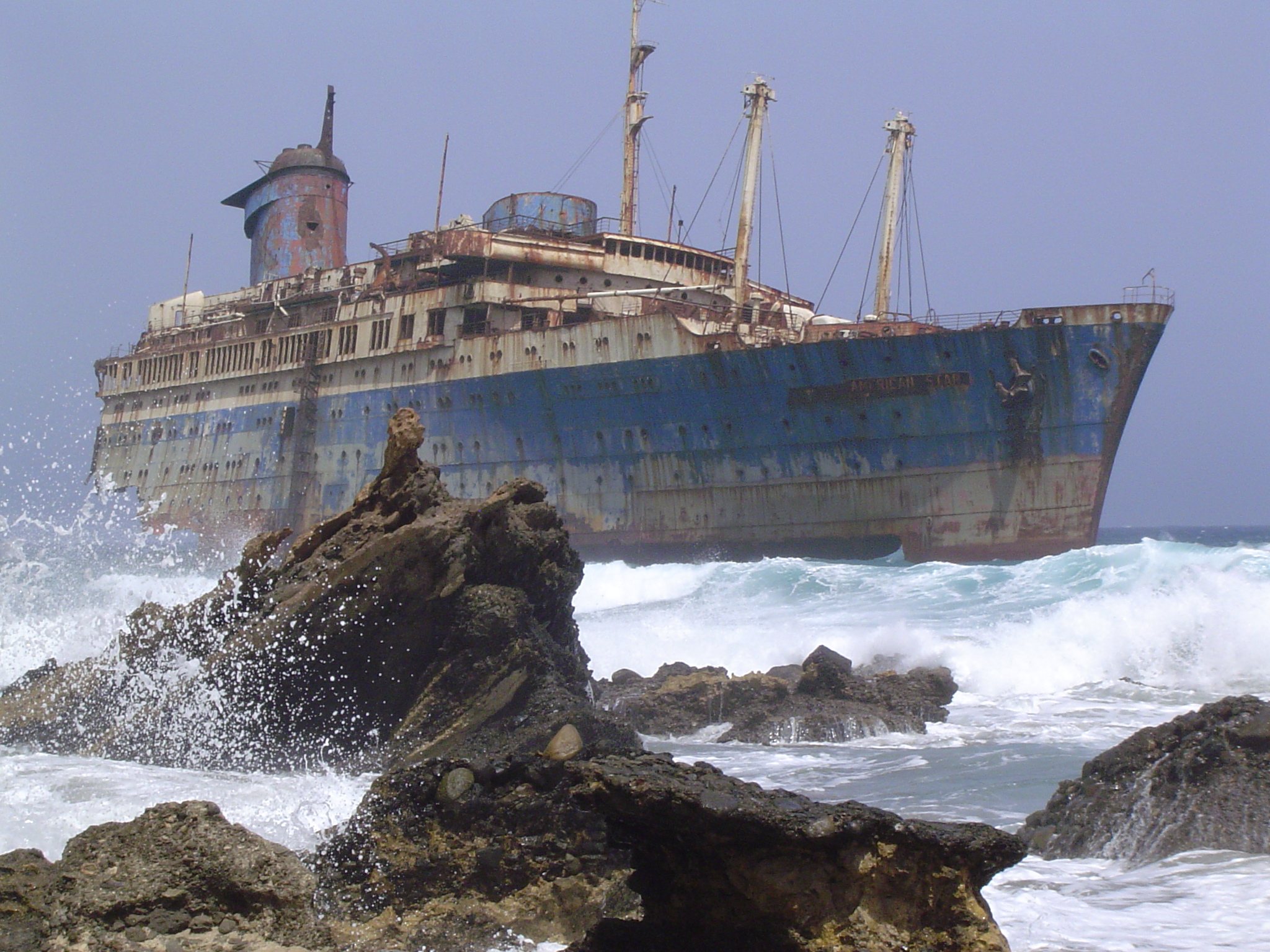
Wrackteil der America (American Star) 2004

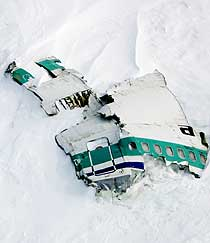
Wrackteile eines abgestürzten Flugzeugs

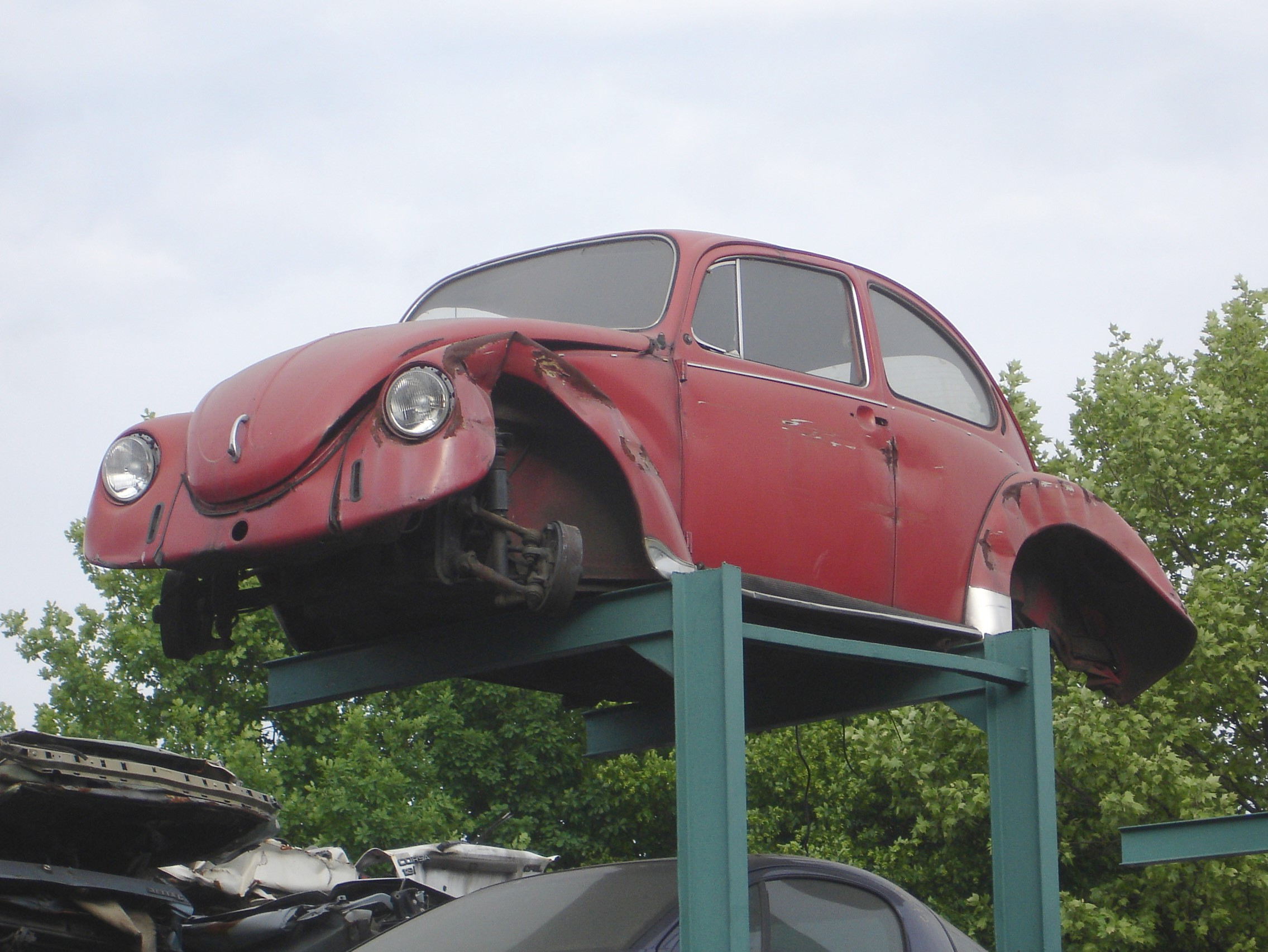
Autowrack

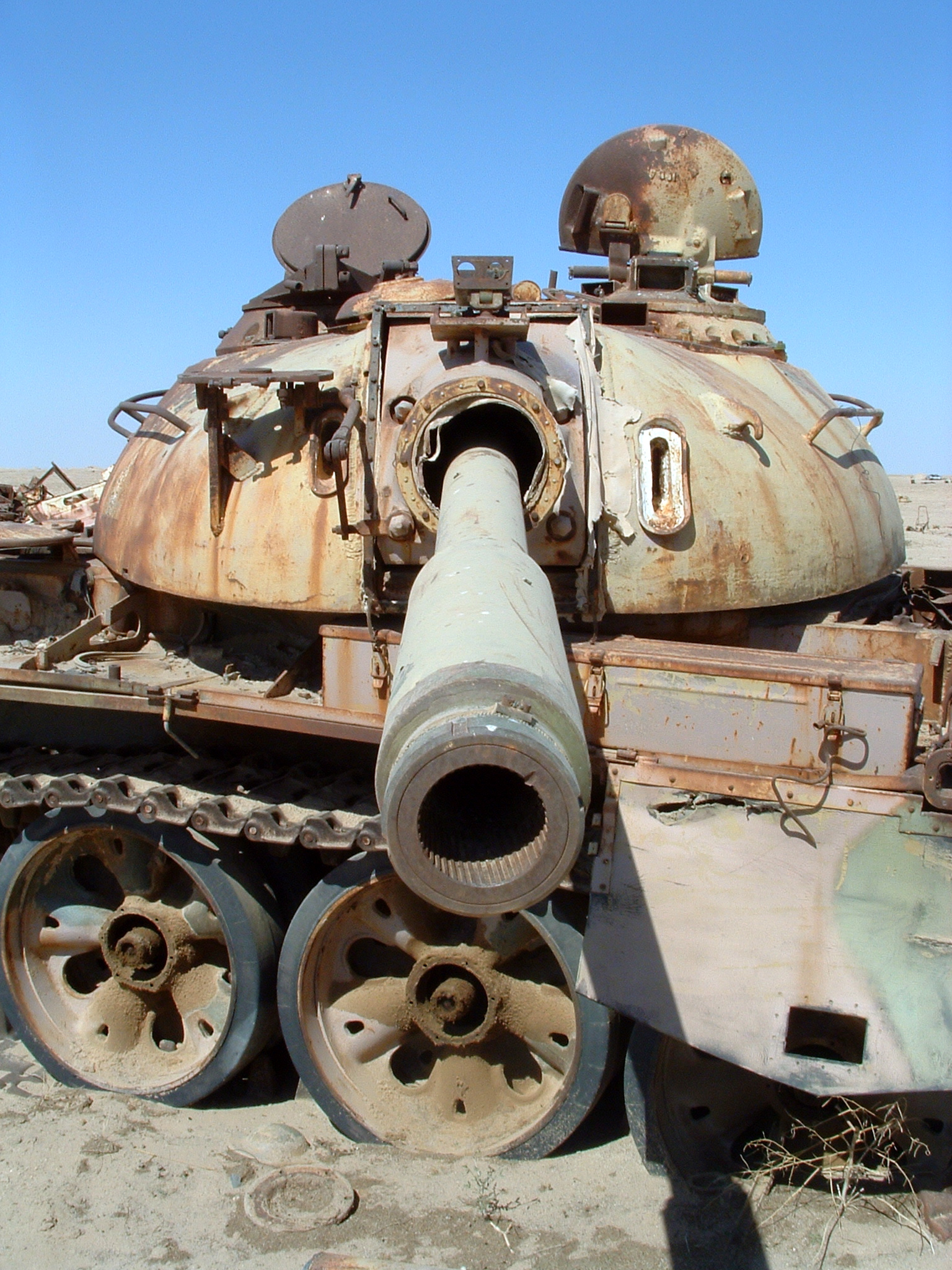
Zerstörter Panzer

Ein Wrack (v. mittelniederdt.: wrack „herumtreibender Gegenstand“) ist ein durch Verfall oder Schaden unbrauchbar gewordenes Fahrzeug. Am häufigsten bezieht sich der Begriff auf gesunkene oder zerstörte Schiffe. Bei einer größeren Anzahl von Wracks spricht man im übertragenen Sinne von Schiffsfriedhöfen, Autofriedhöfen, Flugzeugfriedhöfen etc.

## Schiffswracks
Schiffswracks, die teilweise versunken oder knapp unter der Wasseroberfläche liegen oder treiben, gelten als große Gefahr für die Schifffahrtswege. Für Schiffswracks, die älter als 100 Jahre sind, gilt die von der UNESCO-Generalkonferenz im November 2001 verabschiedete Konvention zum Schutz des Kulturerbes unter Wasser. Sie trat 2009 in Kraft, wurde aber mit Stand 2020 von Deutschland und Österreich noch nicht ratifiziert.
Eine besondere Art der Selbstversenkung stellen die Blockschiffe im Seekrieg dar. Dabei wurden eigene ausgemusterte Schiffe vor feindlichen Hafeneinfahrten versenkt, um diese zu blockieren, oder vor eigenen Anlagen, um diese zu schützen.

### Einzelne Schiffswracks und Wrackfunde (Auswahl)

#### Moderne
- Titanic
- Andrea Doria
- Empress of Ireland

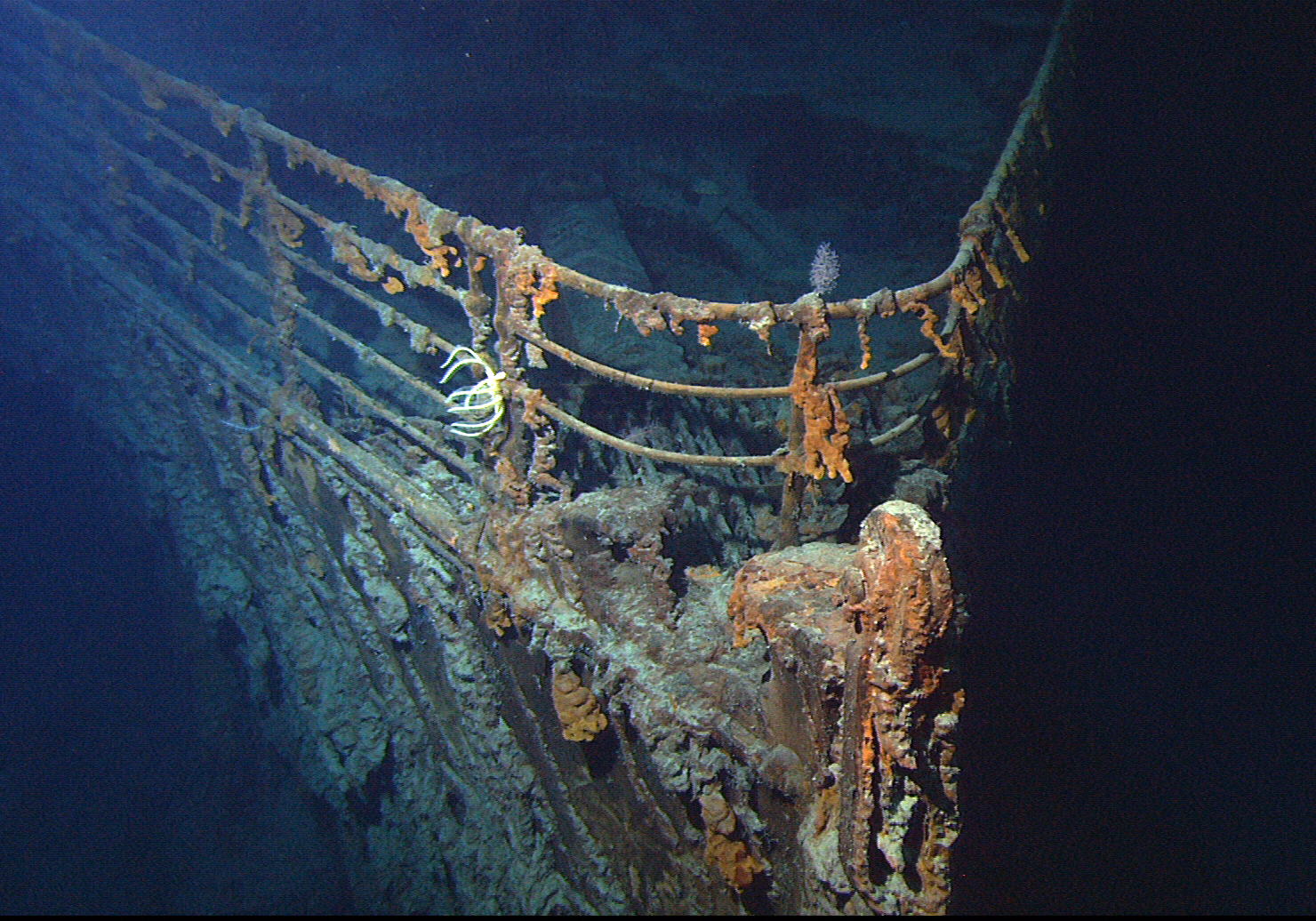
Wrack der Titanic

- Samuel B. Roberts im Juni 2022 wurde es in 6895 m Tiefe gefunden; tiefer als jedes andere zuvor geortete Schiffswrack[3]
- Lusitania
- Persia
- Bismarck
- Yamato
- Wracks der deutschen Hochseeflotte in Scapa Flow
- UB 122, im Dezember 2013 an der englischen Ostküste freigeschwemmt
- Ondo und Fides in der Elbmündung
- Pallas
- America
- Georg Büchner
- Pamir
- Umbria
- Mactan gesunken vor Maestro de Campo, Philippinen, vermutlich nach Auftreffen einer Monsterwelle
- United Malika

#### Mittelalter und frühe Neuzeit
- Lena Shoal Dschunke versank ca. 1490 vor Busuanga
- Vizcaína, eines der Schiffe von Christoph Columbus, das 1503 versank und 2004 wiederentdeckt wurde
- Schiffsfriedhof von Skuldelev
- Mary Rose, versank zur Zeit Heinrich VIII im Hafen von Portsmouth, heute eigenes Museum
- Vasa, Schweden
- Osebergschiff, Oseberg, Norwegen
- Ralswiek-Boote
- Akerendam, niederländischer Ostindien-Segler, 1725 vor der norwegischen Insel Runde gesunken
- Kvalsund-Boot, Boot aus der Wikingerzeit, gefunden auf der norwegischen Insel Nerlandsøya
- Gedesby-Schiff; Viehtransporter des 13. Jahrhunderts entdeckt auf Falster.
- Nuestra Señora de Atocha, spanische Galeone, 1622 vor Florida gesunken; ihre 1985 geborgene Ladung ist der bisher größte Schatzfund in einem Schiffswrack
- Nuestra Señora de la Concepción, spanische Galeone der Manila-Route, im September 1638 vor Saipan gesunken und 1987 geborgen
- Nuestra Señora de las Mercedes, spanische Fregatte, 1804 vor der südlichen Küste Portugals gesunken
- Wrack von Karschau, großes Frachtschiff des 12. Jahrhunderts, Deutschland

#### Römerzeit
- Schiff von Mahdia
- Mainzer Römerschiffe
- 2400 Jahre altes griechisches Handelsschiff im Schwarzen Meer vor der bulgarischen Küste, 2018 gefunden[4]

#### Bronze- und Eisenzeit
- Einbaum von Wasserburg am Bodensee
- Boot von Dover
- Hjortspringboot (auch nachgebaut)
- Lapuri-Wrack
- Mazarrón-Schiffe
- North Ferriby Boat, Humber
- Schiff von Kyrenia, Zypern
- Schiff von Uluburun, Türkei

#### Steinzeit
- Einbaum von Damme-Dümmerlohausen, Niedersachsen
- Einbaum von Pesse, Niederlande, Mesolithikum
- Hardinxfeld, Niederlande Mesolithikum, Swifterbant

## Alter Schiffsstahl
Stahl von Schiffswracks, der vor 1945 hergestellt wurde, findet als besonders strahlungsarmer Low-background steel bei physikalischen Geräten zur Messung kleiner Gammastrahlungs-Dosen Verwendung.

## Listen von Schiffswracks

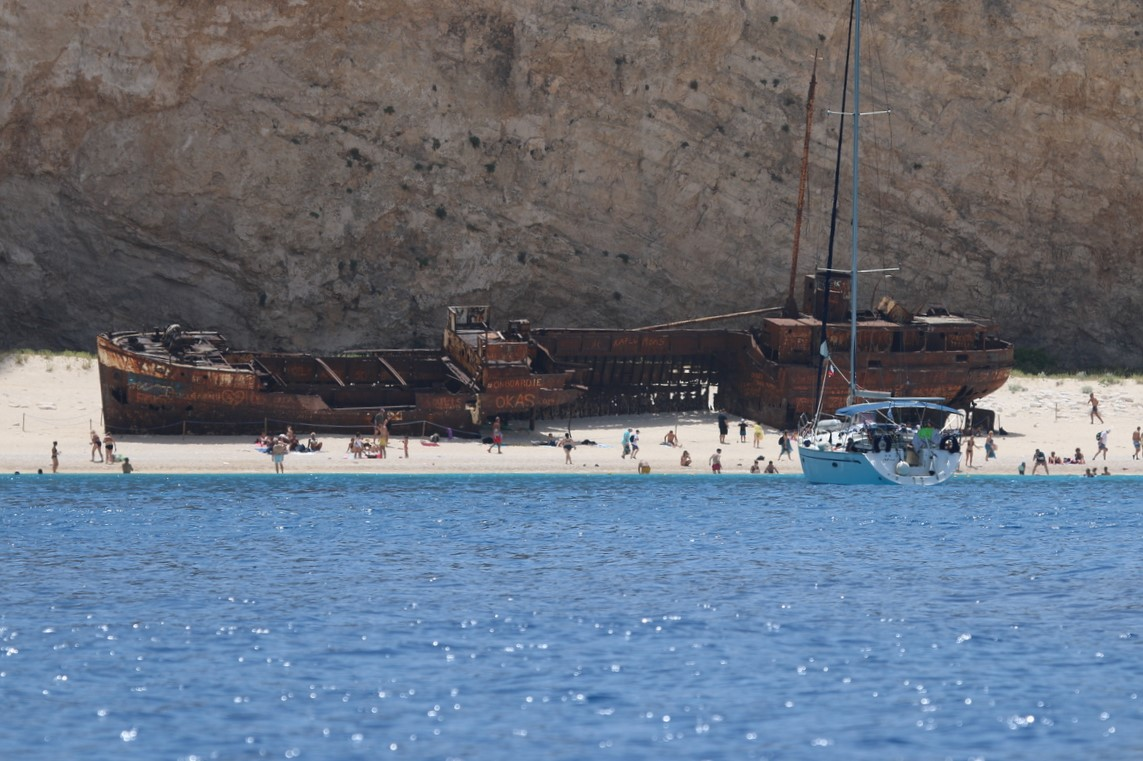
Wrack in Zakynthos

- Liste der Schiffswracks an der Küste Namibias
- Liste chinesischer Schiffswracks
- Schiffswracks in der Lagune von Chuuk
- Schiffswracks im Bodensee
- Versenkte Schiffe der Hochseeflotte 1919
- Kategorie:Schiffswrack